# أول براندت
أول براندت (بالنرويجية البوكمول: Ole Brandt)‏ هو فلاح وسياسي نرويجي، ولد في 4 يناير 1818 في النرويج، وتوفي في 4 أغسطس 1880 في النرويج. انتخب عمدة وانتخب عضو برلمان النرويج ‏.